# Федорин, Ярослав Владимирович
Ярослав Владимирович Федорин (род. 1 июня 1955 года) — украинский политик, депутат Верховной Рады.

## Биография
Родился 1 июня 1955 года в селе Птича Ровенской области.
Закончил Львовский государственный университет в 1977 год. Проходил обучение в аспирантуре Института геологии Академии наук УССР (с 1977 по 1981 годы) и защитил диссертацию кандидата геологических наук.
В 1992 год защитил докторскую диссертацию.
Избирался депутатом Верховной Рады Украины в 1995 и 1998 годах.